# Black Oak Arkansas
Black Oak Arkansas es un grupo estadounidense de rock sureño y country rock que tomó prestado el nombre de la ciudad donde fue creada, Black Oak, en Arkansas. La formación logró el reconocimiento de los críticos en los años setenta con diez discos clasificados en los más vendidos. Su estilo se caracteriza por la presencia de múltiples guitarras y por la voz particular y la actitud en concierto de su cantante, Jim "Dandy" Mangrum.

## Historia
Al comienzo, el grupo se llamaba The Knowbody Else. Este grupo fue creado por Jim "Dandy" Mangrum (voz), Richie Reynolds (guitarra), Stanley Knight (guitarra), Harvey Jett (guitarra), Pat Daugherty (bajo)y Wayne Evans (batería).
Con el nombre de "The Knowbody Else" grabaron su primer disco homónimo, que no tuvo mucha relevancia en su carrera. En sus comienzos, y debido a la necesidad de dinero para sus instrumentos, se vieron envueltos en un robo a una escuela. Fueron detenidos y sentenciados a prisión. La sentencia fue revocada tiempo después, y salieron de la prisión para mudarse a Los Ángeles, California. Ahí tomaron el nombre definitivo de "Black Oak Arkansas".

## Miembros del Grupo
- James L. "Jim Dandy" Mangrum - voz,(1965-)
- Rickie Lee "Risky" "Ricochet" Reynolds - guitarra a 12 cuerdas, voz (1965-1977, 1984-)
- Hal McCormack - guitarra solista (2003-)
- Johnnie Bolin - batería
- George Hughen - bajo
- Stanley Knight - guitarra solista, teclados, voz (1965-1976)
- Pat Daugherty - bajo, voz (1965-1977, 2000-2002)
- Harvey Jett - guitarra solista, banjo, piano, voz(1965-1974)
- Wayne Evans - batería (1965-1973)
- Tommy Aldridge - batería (1973-1977)
- Paul Simmons - batería (1985-1986)
- James Henderson - guitarra (1975-1979)
- Jack Holder - guitarra (1977-1979)
- Greg Reding - guitarra, teclados (1977-1979)
- Bill Godley - bajo(1977-1980)
- Joel Williams - batería (1977-1978)
- Marius Penczner - teclados (1975-1977)
- Kinley Wolfe - bajo(1976-1982)
- Chris Craig - batería (1978-1982)
- Shawn Lane - guitarra (1977-1981)
- Jon "Thunder Paws" Wells - batería (Ready As Hell)
- William Lemuel - bajo (Ready As Hell)
- Steve "The Axe" Nuenmacher - guitarra solista, guitarra rítmica (Ready As Hell)
- Billy Batte - teclados, violín (Ready As Hell)
- Michael Martin - guitarra solista (The Black Attack Is Back')
- "Big" Mike Fowler - bajo (The Black Attack Is Back)
- Biff Bingham - segunda guitarra solista (Ready as Hell, The Black Attack is Back)
- Jerry A. Williams - batería (Ready as Hell, The Black Attack is Back) (1985-1986)
- James "Little Jim" Mangrum Jr. - técnico de sonido, batería
- Danny Leath - guitarra solista
- Rocky Athas - guitarra solista(1996-2001)
- John Roth - guitarra (en los años 80)

## Álbumes
- Black Oak Arkansas (Atco 1971)
- Keep The Faith (Atco 1972)
- If An Angel Came To See You Would You Make Her Feel At Home? (Atco 1972)
- Raunch 'N' Roll Live (Atlantic 1973)
- High On The Hog (Atco 1973)
- Street Party (Atco 1974)
- Early Times (Stax STS5504 1974)
- Ain't Life Grand (Atco 1975)
- X-Rated (MCA 1975)
- Live! Mutha (Atco 1976)
- Balls Of Fire (MCA 1976)
- 10 Yr Overnight Success (MCA 1977)
- Race With The Devil (Capricorn 1977)
- I'd Rather Be Sailing (Capricorn 1978)
- The Black Attack Is Back (Capricorn 1986)
- Live On The King Biscuit Flower Hour 1976 (Capricorn 1998)
- The Wild Bunch (Cleopatra 1999)

## Recopilaciones
- Early Times (Stax 1974)
- The Best Of Black Oak Arkansas (Atco 1977)
- Hot & Nasty: The Best Of Black Oak Arkansas (Rhino 1993)

- Datos: Q118966